# Dūrbīnī
Dūrbīnī (persiska: دوربنی, Dūrbenī, دوربينی) är en ort i Iran.   Den ligger i provinsen Hormozgan, i den södra delen av landet, 1 100 km söder om huvudstaden Teheran. Dūrbīnī ligger 18 meter över havet och antalet invånare är 616.
Terrängen runt Dūrbīnī är platt norrut, men söderut är den kuperad. Havet är nära Dūrbīnī åt nordväst.  Närmaste större samhälle är Chāhū-ye Sharqī, 16,0 km väster om Dūrbīnī. 